# Berliner Programm zur vertieften Berufsorientierung

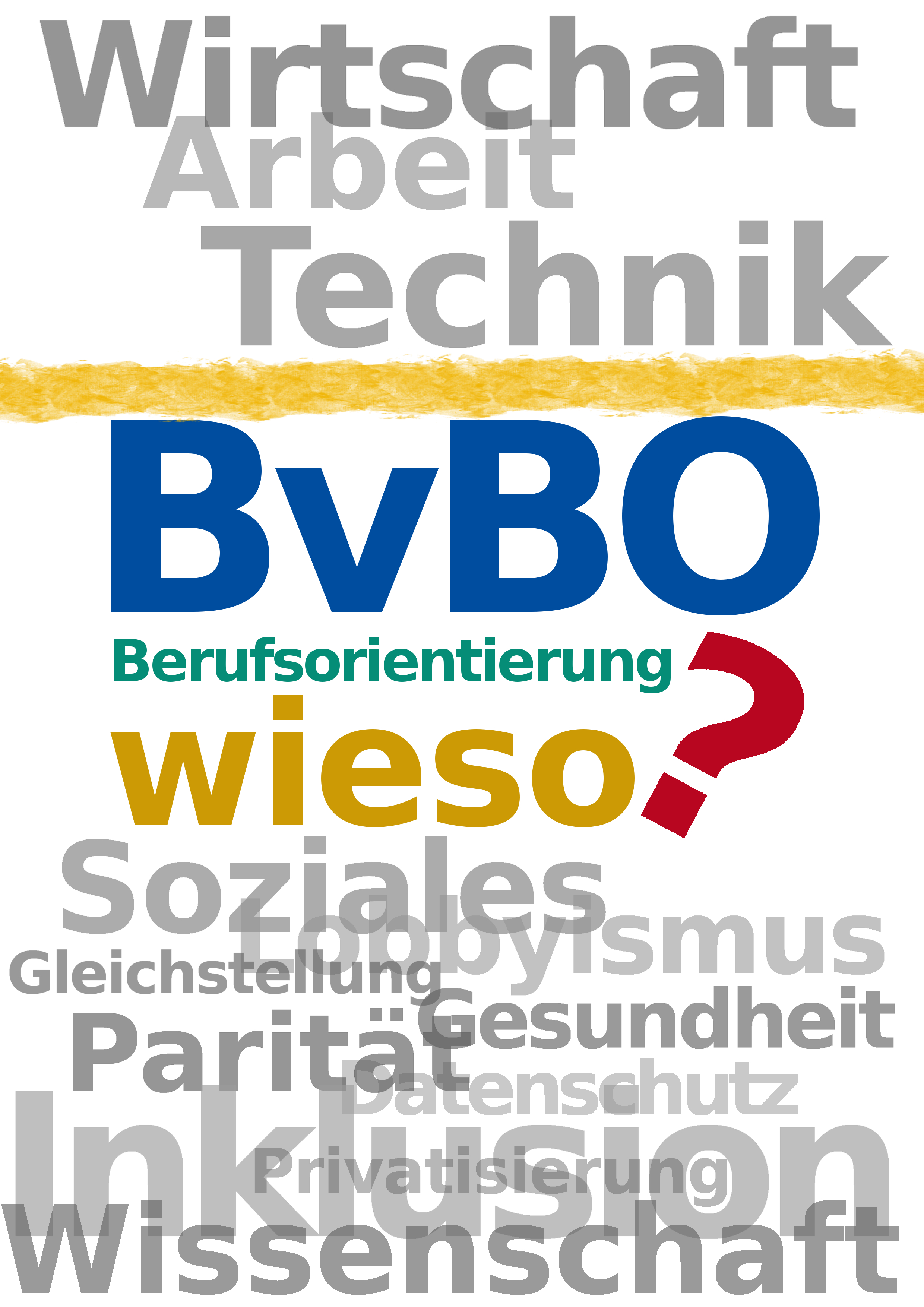
Schlagwortflyer – BvBO 2.0

Das Berliner Programm zur vertieften Berufsorientierung (BvBO) ist ein im Schuljahr 2007/2008 gestartetes Programm zur Verbesserung der Berufsorientierung von Berliner Schülerinnen und Schülern der 8. bis 13. Klassenstufe.

## Aufgabe
Seit der Berliner Schulstrukturreform im Schuljahr 2010/2011 gehört es zu den neuen Aufgaben der Integrierten Sekundarschulen (ISS), Schülern neben der Vermittlung der Allgemeinbildung auch eine intensive Vorbereitung auf die Arbeits- und Berufswelt zu ermöglichen. Dabei soll das schulische Lernen praxisorientiert mit Inhalten aus dem Wirtschafts- und Arbeitsleben verknüpft werden. Unter dem Begriff „Duales Lernen“ soll allen Berliner Schülern der siebten bis zehnten Jahrgangsstufe eine individuelle Vorbereitung auf den Übergang in die Berufs- und Arbeitswelt sowie weiterführende berufliche Bildungswege ermöglicht werden. Das Programm ist modular aufgebaut und umfasst neben praktischen Berufsfelderkundungen auch individuelle Kompetenz- und Potenzialanalysen.
Der Prozess der Berufsorientierung beginnt in Berlin im siebten Schuljahr mit dem Projekt Komm auf Tour – meine Stärken, meine Zukunft der Bundeszentrale für gesundheitliche Aufklärung (BZgA) und der Bundesagentur für Arbeit. Die Angebote des BvBO schließen ab dem 8. Jahrgang an und sollen alle Jugendlichen zu einer konkreten Anschlussperspektive am Übergang von der Schule zum Beruf führen.

## Rechtliche Rahmenbedingungen
Die Berliner Schulstrukturreform und die damit verbundenen Änderungen des Berliner Schulgesetzes (SchulG) legen seit 2010/2011 den rechtlichen Rahmen für das Duale Lernen und der vertieften Berufsorientierung in den Integrierten Sekundarschulen fest. Sie schafften gleichzeitig die rechtlichen Voraussetzungen, die sich aus dem Dritten Buch Sozialgesetzbuch (SGB III) ergeben, um durch die Bundesagentur für Arbeit gefördert zu werden.
Das Berliner Schulgesetz regelt in den Paragraphen § 22 – Integrierte Sekundarschule, § 27 – Nähere Ausgestaltung der Sekundarstufe I, § 76 – Entscheidungs- und Anhörungsrechte und § 79 – Gesamtkonferenz SchulG das Duale Lernen und die Berufsorientierung als Bestandteil des Bildungsauftrages. Ferner findet die Verordnung über die Schularten und Bildungsgänge der Sekundarstufe I (Sek I-VO) ihre Anwendung. Hier in den Paragraphen § 4 – Kooperationen, § 21 – Zeugnisse und § 29 – Unterrichtsgestaltung, Duales Lernen.
Das Sozialgesetzbuch III legt in § 33 SGB III fest, dass die Bundesagentur für Arbeit, insbesondere Berufsorientierungsmaßnahmen für junge Menschen und Erwachsene durchzuführen hat. In § 48 SGB III sind die Berufsorientierungsmaßnahmen der Agentur für Arbeit für Schülerinnen und Schüler allgemeinbildender Schulen als Kann-Leistung geregelt.
Da beim Programm BvBO personenbezogene Daten von Schülern durch die Schulen weitergegeben und von den Bildungsträgern zu Abrechnungs- und Analysezwecke genutzt werden, kommt hier § 64 bis 66 SchulG – Datenschutz zur Anwendung. § 64 – Datenverarbeitung und Auskunftsrechte – Absatz 5 regelt u. a., inwieweit die Übermittlung von personenbezogenen Daten an Stellen außerhalb des öffentlichen Bereichs innerhalb der dualen Ausbildung zulässig sind.

## Organisation
Das BvBO wird von der Senatsverwaltung für Bildung, Wissenschaft und Forschung, der Senatsverwaltung für Integration, Arbeit und Soziales und der Bundesagentur für Arbeit angeboten.
Von 2007 bis 2015 war die SPI Consult GmbH verantwortlicher Treuhänder des BvBO-Programms. Seit dem 1. Januar 2016 ist die am 4. Dezember 2015 gegründete zgs consult GmbH als Treuhänder und beliehenes Unternehmen für das BvBO betraut. Die zgs consult GmbH ist ein gemeinsames Unternehmen der zukunft im zentrum GmbH, der gsub – Gesellschaft für soziale Unternehmensberatung mbH und der SPI Consult GmbH.
Die etwa 30 Zuwendungsempfänger sind überbetriebliche und vergleichbare Berufsbildungsstätten. Die Schulen nehmen als Kooperationspartner der Projektträger teil und buchen einzelne Module des BvBO-Programms.
Die Teilnahme an dem Angebot der vertieften Berufsorientierung (BvBO) ist sowohl für Schulen als auch für die Schüler freiwillig und die Module und Maßnahmen ersetzen nicht den Regelunterricht, sondern ergänzen ihn.
Finanziert wird das Programm aus Landesmitteln (3 Mio. €/Jahr, 51 %) und einem Finanzierungsbeitrag der Bundesagentur für Arbeit (2,4 Mio. €/Jahr, 49 %).

## Aufbau
Das BvBO ist für die achte bis zehnte Klassenstufe Modular in vier Abschnitte aufgeteilt. Für die Sekundarstufe II (Abitur) wurde ein fünftes Modul entwickelt. Folgende Themenschwerpunkte beinhalten die verschiedenen Module:
1. Berufsfelderkundung / Berufspraktische Erprobung
2. Kompetenzfeststellung
3. Vertiefung des Betriebspraktikums
4. Betriebspraktikum und Vorbereitung auf den Übergang in den Beruf
5. Berufs- und Studienorientierung (nur Sekundarstufe II)

Das BvBO-Programm wurde auf Grundlage einer umfassenden Bestands- und Bedarfsanalyse konzipiert; die unter dem Namen „Regionales Übergangsmanagement“ 2012 veröffentlichten Erkenntnisse und Broschüren sind bei der Entwicklung des BvBO-Programms eingeflossen. Seit dem Schuljahr 2015/16 richtet sich das Programm nach den Prinzipien der „qualifizierten Vierstufigkeit des Landeskonzeptes Berufs- und Studienorientierung“ (BSO) und gewährleistet als Neuauflage „BvBO 2.0“ praxisorientierte Angebote zur Berufsorientierung.

## Instrumente

Ansicht eines Assessment-Center-Bewertungsbogens

Das BvBO verwendet die Instrumente der Kompetenz- und Potenzialanalyse, Dokumentation und Werkstatttage. Je nach Bildungsträger kann die Ausgestaltung und Dauer variieren. Der Berufswahlpass bildet als Leitmedium eines der zentralen Informations- und Dokumentationswerkzeuge, der die Schüler im gesamten Berufsorientierungsprozess begleitet.
Für die praktische Erprobung müssen die Bildungsträger gewährleisten, dass mindestens drei von fünf Berufsbereichen erprobt werden können. Zu den Berufsfeldern gehören gewerblich-technische Berufe, Berufe in Büro und Verwaltung, Berufe in der Gesundheitswirtschaft und dem Sozialwesen, Berufe im Dienstleistungsbereich und Berufe der Kreativwirtschaft. Die Werkstatttage dauern für jedes Berufsfeld einen Tag und die Jugendlichen sollen mindestens drei Berufsfelder erproben können. In Lehrwerkstätten oder in schulischen Räumen fertigen sie Werkstücke an oder lösen bestimmte Aufgaben. Die Ausbilder stellen verschiedene Aufgaben und betreuen die Schüler. Die Lehrer begleiten ihre Schulklassen ebenfalls durch das Programm.
Zur praktischen Erprobung können auch Instrumente wie das Berliner Talentparcours nach dem Modell des Technikzentrums Minden zum Einsatz kommen. Das Modell wird originär als eine Methode verwendet, um für Unternehmen möglichst effizient begabte, interessierte und passende Auszubildende aus einem Bewerberpool herauszufiltern (Bewerbungscasting). Innerhalb des BvBO erfolgt der Parcours ohne den Einbezug von Unternehmen.
In verschiedenen Einzel- und Gruppenübungen lernen die jungen Teilnehmer ihre persönlichen Kompetenzen kennen. Dazu zählen zum Beispiel Konzentrationsfähigkeit, Arbeitsgenauigkeit, Teamfähigkeit, Umgang mit verschiedenen Arbeitsmitteln, Problemlösungskompetenz sowie weitere Fähigkeiten. Die Schüler werden bei den Übungen beobachtet und erhalten in Form von Kompetenz- und Potenzialanalysen Feedback von den geschulten Beobachtern.
Neben der Auswertung von Individualbeobachtungen werden zusätzlich auch standardisierte Verfahren verwendet, wie z. B. Assessment-Center und Fragebögen mit quantitativer und qualitativer Methodik, die die Schüler bei der Berufswahlentscheidung unterstützen sollen. In Berlin werden neben den von Bildungsträgern selbst entwickelten Verfahren, insbesondere das Berufe-Universum der Bundesagentur für Arbeit, die Kompetenzanalyse Profil AC und das Potential-Ermittlungs-Assessment-Center (P.E.A.Ce) verwendet.
Einige Unternehmen (wie z. B. die SchulePlus GmbH) nutzen zur Feststellung von Kompetenzen und Potenzialen die DIA-TRAIN-Methode des Instituts für berufliche Bildung, Arbeitsmarkt- und Sozialpolitik GmbH (INBAS). Bei diesem Instrument handelt es sich um ein Untersuchungsverfahren, das für Einrichtungen im Bildungssektor entwickelt wurde, um Kompetenzen und Potenziale an Schülern zu untersuchen und zu trainieren. Inhalt des Kompetenzfeststellungsverfahren sind u. a. Sozial- und Kreativitätstrainings, erlebnispädagogische Übungen, Lerntrainings, eine Zukunftswerkstatt, ein biographisches Interview und ein zweitägiges Assessment-Center.
Der LIFE e. V. verwendet das Potenzial-Assessment-Verfahren tasteMINT für Schülerinnen der gymnasialen Oberstufe zur Studienfachwahl. Das Verfahren richtet sich an Teilnehmerinnen, die sich für ein Studium in MINT-Fächern interessieren.
Die Profiling-Instrumente hamet BOP, KoJACK, Peakus, Potenzial-Assessment und das START AC werden als weitere Diagnostik-Werkzeuge vom Bundesministerium für Bildung und Wissenschaft im Rahmen des Berufsorientierungsprogramms aufgeführt.

## Datenerhebung und Datenschutz
Bei der Durchführung des BvBO-Programms werden personenbezogene Daten der teilnehmenden Schüler und Eltern erhoben. Ein Grund für die Datenerhebung ist, dass die Bildungsträger mit Hilfe von Anwesenheitslisten die erbrachten Leistungen abrechnen. Zum anderen werden zur Analyse und Bewertung von Kompetenzen und Potenzialen der Schüler personenbezogene Daten benötigt und verwendet.
In seinem Merkblatt Datenschutz – Einverständniserklärung von Seiten des Teilnehmers über datenschutztechnische Bestimmungen führte die SPI Consult GmbH für das Schuljahr 2009/2010 folgende Schülerdaten auf, die für die Durchführung des Programms erforderlich sind:
- Name und Vorname,
- Adresse,
- Geschlecht,
- Staatsangehörigkeit,
- Geburtsdatum,
- Muttersprache,
- Spätaussiedler,
- Vorliegen von Behinderung,
- Angaben zur Jahrgangsstufe,
- Eintritts- und Austrittsdatum,
- Anzahl der absolvierten Teilnehmerstunden.[58]

Diese Informationen können unter bestimmten Voraussetzungen auch von den Schulen an die durchführenden Bildungsträger weitergegeben werden (s. Rechtliche Rahmenbedingungen).
Hinzu kommen jene Daten, die durch Dokumentationen, Beobachtung, Verwendung von Assessment-Center- sowie Kompetenz- und Potenzialanalyseverfahren erhoben werden (s. Instrumente).
Eltern und Schüler haben nach § 34 BDSG – Auskunft an den Betroffenen ein Recht darüber informiert zu werden, welche personenbezogenen Daten zu welchem Zweck gespeichert bzw. erhoben und an wen sie weitergegeben wurden.
Im Jahre 2009 beschäftigte sich der Berliner Beauftragte für Datenschutz und Informationsfreiheit u. a. aufgrund diverser kritischer Fragen mit dem Berufsorientierungsprogramm BVBO, als das Programm noch durch den Europäischen Sozialfonds als Weiterbildungsmaßnahme gefördert wurde (2007 bis 2013). Seit Juni 2016 prüft die Berliner Beauftragte für Datenschutz und Informationsfreiheit, ob die Bedingungen zur Erhebung und Weiterverarbeitung von personenbezogenen Schülerdaten, die Erstellung und Verarbeitung von Potenzial- bzw. Kompetenzanalysen noch erfüllt sind.
Im März 2016 stellten Eltern der Gemeinschaftsschule Grüner Campus Malchow ein Selbstauskunftsersuchen nach § 34 BDSG an den Maßnahmeträger des BvBO-Programms (Förderverein für arbeitslose Jugendliche e. V.).

## Statistik
Im Schuljahr 2013/2014 nahmen 27.449 Schülerinnen und Schüler von 112 Schulen berlinweit an dem Programm teil. Dies entsprach einem prozentualen Anteil an der Gesamtheit der Berliner Schülerschaft in den Integrierten Sekundarschulen von 29,07 % und den Gymnasien von 19,9 %.
Im Zeitverlauf von 2007 bis 2014 haben sich die teilnehmenden Schulen fast verdoppelt (2007/08: 58 Schulen | 2013/14: 112 Schulen) und die Anzahl teilnehmender Schüler vervierfacht (2007/08: 6480 Schüler | 2013/14: 27449).

## Erfolgskontrolle
Das BvBO-Programm wird von einem Steuerkreis, der als Kontrollgremium fungiert und sich in regelmäßigen Abständen von der zgs consult GmbH über das Projekt informieren lässt, beaufsichtigt. Das Kontrollorgan besteht aus Vertretern der Senatsverwaltung für Arbeit, Integration und Frauen, der Senatsverwaltung für Bildung, Jugend und Wissenschaft und der Bundesagentur für Arbeit.
Darüber hinaus steht das Programm durch die Lehrkräfte unter schulischer Aufsicht. Seit 2015 sind dafür an den Integrierten Sekundarschulen sog. Berufs- und Studienorientierungsteams (BSO-Team) installiert worden, die für die bedarfsgerechte Umsetzung des Programms zuständig sind. Im Auftrag der Senatsverwaltung für Bildung, Jugend und Wissenschaft befragt die zgs consult GmbH in regelmäßigen Abständen die BSO-Teams zur Zufriedenheit mit dem BvBO-Programm.
In der Rahmenvereinbarung zum „Berliner Programm vertiefte Berufsorientierung für Schülerinnen und Schüler“ (BvBO) 2013/2014 wurde ferner festgelegt, dass die Anzahl der geplanten Teilnehmer und Schulen zu überwachen ist, dass die teilnehmenden Schüler und Schulen in jeder Maßnahme befragt werden und die Abschlussberichte der durchführenden Träger geprüft und auszuwerten sind.

## Kooperierende Verbände
Das BvBO wird von Wirtschafts- und Interessenverbänden unterstützt. Diese sollen helfen, das Programm strukturell, konzeptionell sowie beratend zu verbessern. Die Wirtschaft wird hierbei als Partner der Schulen gesehen, die u. a. die Aufgabe hat, die Schulen und Lehrkräfte dabei zu unterstützen, die veränderlichen Herausforderungen der Berufs-, Arbeits- und Wirtschaftswelt im Unterricht berücksichtigen zu können. Zu den beteiligten Wirtschafts- und Interessenverbänden gehören u. a. die Handwerkskammer Berlin, die Industrie- und Handelskammer Berlin, der Verband Freier Berufe sowie die Vereinigung der Unternehmensverbände in Berlin und Brandenburg e. V. (UVB).

## Kritik
Das Berliner Berufsorientierungsprogramm, als eine Konsequenz der Berliner Schulstrukturreform, soll Jugendlichen die Möglichkeit bieten, eigene berufliche Fähigkeiten und Interessen kennenzulernen. Auf der anderen Seite soll die Schule auch den gesellschaftlichen und wirtschaftlichen Anforderungen gerecht werden. Dabei wurde mit der Umwandlung des Faches Arbeitslehre in das Fach Wirtschaft-Arbeit-Technik nicht nur eine Verbesserung des Dualen Lernens ermöglicht, sondern auch ein Unterrichtsfach gestärkt und etabliert, das die Lehre und Bildung unter einem ökonomischen und volkswirtschaftlichen Aspekt betrachtet. Durch die Auslagerung der Berufsorientierung an externe Bildungsträger und Berufseinstiegsbegleitung verlieren Schulen einen Teil ihrer Bildungsautonomie. Die Kritikpunkte beziehen sich überwiegend auf die Themen Transparenz, Konzeption und Datenschutz.
Darüber hinaus werden die bereits etablierten Bewertungs- und Kompetenzkonzepte innerhalb des Bildungssystems kritisiert, welche Bildung, Schule (wie z. B. durch PISA) und Schüler (wie z. B. durch Potenzial- und Kompetenzanalysen) in messbare Variablen und Kategorien einteilt und vornehmlich „zweckgerichtete (funktionale) Fähigkeiten des Denkens (Kognition), um Probleme zu lösen, sowie die dazu notwendige Motivation, der Wille und die sozialen Einstellungen“ betrachtet bzw. misst und als Qualitätsmerkmal für gute Lehre und Schule propagiert.

### Transparenz
In der Pressemitteilung zum Beschluss des Landeskonzeptes der Berufs- und Studienorientierung vom 17. März 2015 räumt selbst die Senatorin für Bildung, Jugend und Wissenschaft, Sandra Scheeres, ein, dass die Angebote und Initiativen des Programms nicht immer für die Schulen und die Öffentlichkeit überschaubar und ohne weiteres einzuordnen sind.  Auf den Internetseiten des BvBO-Programms wird die inhaltliche Ausrichtung der Module I-V beschrieben. Die Beschreibungen sind eher allgemein gefasst und Schüler und Eltern können nicht klar erkennen, wie die festgelegten Ziele erreicht werden. Das Elternnetzwerk Berliner Programm vertiefte Berufsorientierung für Schülerinnen und Schüler (BvBO) stellte am 10. Oktober 2016 eine Anfrage an den Treuhänder der Maßnahme (zgs consult GmbH), um eine inhaltliche Transparenz zu erreichen. Dabei ging es vor allem um folgende Fragen:
- Entwickelte Qualitätskriterien, Leitlinien, Konzeptionen und Verfahren des BvBO-Programms,
- Vergleichbarkeit der Angebote,
- Aufgaben und Zeitbudget der BSO-Teams,
- Elternarbeit und -Förderung als Teil einer unterstützenden Berufsorientierung,
- Gewährleistung und Förderung von Kooperationen zwischen Bildungsträgern, Schulen und Eltern,
- Freiwilligkeit des Angebotes,
- Qualitätskontrolle und Evaluation,
- Grundlage, Transparenz und Datenschutz bei der Dokumentation von Schülerbeobachtungen mit Hilfe von Potenzial- bzw. Kompetenzanalysen bzw. Assessment-Center-Verfahren,
- Erfolgskontrolle der Maßnahme,
- Inklusion,
- Geschlechterspezifische Angebote und Angebote für benachteiligte Schülerinnen und Schüler,
- Kooperationspartner des Programms.[72]

#### Freiwilligkeit des Angebotes
Schüler bzw. ihre Erziehungsberechtigten müssen, um an der Maßnahme teilnehmen zu können, einen Anmeldebogen ausfüllen (Anmeldung zur Teilnahme an einer Maßnahme der vertieften Berufsorientierung nach § 48 SGB III bzw. der erweiterten Berufsorientierung nach § 48 i . V. m. § 130 SGB III und& Erklärung zur Übermittlung von persönlichen Daten an die Agentur für Arbeit). Eltern werden in Form eines Elternschreibens über die Maßnahme und deren Umfang informiert. In beiden Dokumenten fehlt der Hinweis, dass es sich bei der Maßnahme um ein freiwilliges Angebot handelt, das den Unterricht nicht ersetzen, sondern nur ergänzen soll. Problematisch dabei ist, dass die Senatsverwaltung für Arbeit, Integration und Frauen davon ausgeht, dass die hohe Akzeptanz für das Programm durch die hohen Zahlen freiwilliger Teilnehmer erklärt werden kann. Boris Verlter von der Senatsverwaltung für Arbeit, Integration und Frauen erklärte dazu 2014: „Dass dieses Programm, obwohl die Teilnahme freiwillig ist, von den Schülerinnen und Schülern angenommen wird, belegen die hohen Teilnehmerzahlen.“ Da Eltern und Schüler über die Freiwilligkeit nicht informiert werden, ist es zweifelhaft, ob sich die Resonanz für das Programm in dieser Form erklären lässt.

### Konzeption
Konzeptionelle und inhaltliche Einflussnahme durch die Wirtschaft
Das Berliner Programm zur vertieften Berufsorientierung verfolgt, ebenso wie das bundesweit angelegte Berufsorientierungsprogamm, die Kooperation und Partnerschaft der Schulen mit der Wirtschaft sowie Wirtschaftsverbänden. Es ist erwünscht, dass die Wirtschaft auf Lehrer und die Schule Einfluss nimmt, um Schüler auf die Anforderungen der Wirtschaft adäquat vorbereiten zu können, wie z. B. durch die Vereinigung der Unternehmensverbände in Berlin und Brandenburg e. V. (UVB) und seinem ehemaligen Geschäftsführer Klaus-Dieter Teufel, der seit 1975 für die Arbeitgeberverbände der Berliner Region und als Geschäftsführer des Bildungswerkes der Wirtschaft (bbw) tätig gewesen ist. In der Broschüre Duales Lernen – Handreichung für die Praxis titelte Norbert Geyer der Industrieholding GmbH: Berliner Unternehmen profitieren von der Verankerung des Dualen Lernens in den Schulalltag.
Die Einflussnahme der Wirtschaft auf das Bildungssystem und das Eindringen von Firmen und freien Bildungsinstitutionen wurde und wird u. a. von der Gewerkschaft Erziehung und Wissenschaft (GEW), dem Deutschen Gewerkschaftsbund (DGB), der Deutschen Vereinigung für Politische Bildung e. V., LobbyControl e. V. als auch vom ehemaligen Bund Freiheit der Wissenschaft kritisiert. Ferner wurde das Thema Lobbyismus an Schulen 2016 auf Antrag der Linksfraktion erstmals im Bundestag diskutiert.
Exemplarisch kann das Unternehmen SchulePlus GmbH genannt werden, welches in Berlin als Bildungsträger und Ansprechpartner innerhalb des BvBO-Programms fungiert, aber auch bundesweit Geschäftsbereiche innerhalb des Bildungssystems und Schulbetriebs forciert (wie z. B. digitale Bildungsangebote und Schulkooperationen). Das Sozialunternehmen SchulePLUS GmbH wurde zu 70 % von einem privaten Business Angel und einem institutionellen Investor finanziert, die auch am Umsatz des Unternehmens beteiligt sind. Das Unternehmen gliedert seine Geschäftsfelder in die drei Bereiche: Unterstützung öffentlicher und privater Partner bei der Umsetzung von Schulprojekten, Praktikumsplatzsuche und digitale Lehrerfortbildung. Die Firma SchulePlus GmbH und ihre Tochterunternehmen werden und wurden u. a. durch die Ashoka Deutschland gGmbH und die FASE (Finanzierungsagentur für Social Entrepreneurship) unterstützt und gefördert. Der Sozialunternehmer Robert Greve, die Ashoka Deutschland gGmbH und die FASE stehen Wirtschaftsunternehmen und -Stiftungen wie u. a. der BMW Stiftung Herbert Quandt nahe.
In einem Interview mit dem Leiter der Europäischen Akademie Berlin, Eckart Stratenschulte, zum Thema Schule und Praxis: ein europäisches Modell sowie in einem Artikel in der Onlineausgabe der Huffington Post sieht Robert Greve die Notwendigkeit in einer Öffnung der Schule für externe Partner und Experten von außen, die strukturell eingebunden werden sollten. Die Rolle der zukünftigen Lehrkräfte in einer modernen Schule von morgen sieht Robert Greve in der eines Qualitätsmanagers, Qualitätsbeauftragten, Moderators und Netzwerkers, der „Teile der schulischen Bildung auch dahin bringt, externe Partner sehr stark einzubinden“.
Die Gewerkschaft Erziehung und Wissenschaft (GEW) und der Deutsche Gewerkschaftsbund (DGB) haben bereits im Jahre 2011 Eckpunkte formuliert, die eine sozioökonomische Bildung an allgemeinbildenden Schulen fordert, die sich von einer eindimensional ökonomischen Bildung abgrenzt. Nach Auffassung von GEW und DGB drängen „Lobbyisten an die Schulen, um je nach Interesse Bildungsinhalte zu beeinflussen. Allen voran versuchen Arbeitgeber- und Wirtschaftsverbände die Vorstellungen der Schülerinnen und Schüler von Wirtschaft und Arbeit in ihrem Sinne zu lenken.“ Beide Gewerkschaften fordern eine umfassende sozioökonomischen Bildung, die nicht nur wirtschaftliche Aspekte ins Blickfeld nimmt, sondern auch die politischen, sozialen, kulturellen, ökologischen, rechtlichen und ethischen Dimensionen berücksichtigt. Es soll eine kritische Urteilsbildung ermöglicht werden, „um in einer von  Interessensgegensätzen geleiteten Gesellschaft eigene Standpunkte finden und vertreten zu können“. Ferner soll sozioökonomische Bildung interdisziplinär, fächerübergreifend und -verbindend, lebens-, welt-, problem- und handlungsorientiert gestaltet und nicht durch ein monodisziplinäres ökonomistisches Fach abgedeckt werden. Es wird von den politischen Verantwortungsträgern gefordert, dass dem „Lobbyismus an Schulen und der Dominanz  wirtschaftlicher Interessen – etwa bei der Belieferung von Schulen mit einschlägigen Unterrichtsmaterialien oder auf dem Feld der Praxiskontakte und Lernpartnerschaften – Einhalt geboten wird“. Auch die  Aus-, Fort- und Weiterbildung von Lehrern sollte, nach Auffassung der Gewerkschaften, einem interdisziplinären Ansatz sozioökonomischer Bildung folgen.
Die Deutsche Vereinigung für Politische Bildung e. V. hatte in ihrem 2014 veröffentlichten Transparenz-Kodex für Unterrichtsmaterialien notiert, wie Unterrichtsmaterialien zu kennzeichnen sind, um Herkunft und die eventuell dahinter stehenden Absichten besser ausmachen zu können. Da innerhalb des Berufsorientierungsprogramms (BvBO) der Berufswahlpass nicht das einzige Informationsmedium ist, welches von den Bildungsträgern eingesetzt wird, könnte die Forderung auch auf die Berufsorientierungsangebote und deren Materialien ausgedehnt werden.

## Teilnehmende Schulen nach Bezirken
Nachfolgend finden sich die beteiligten Schulen der einzelnen Berliner Stadtbezirke, die jeweilige Schulart und die durchführenden Bildungsträger. Jedem Stadtbezirk ist ein übergeordneter Ansprechpartner zugewiesen, der den einzelnen Tabellen vorangestellt wurde.

### Charlottenburg-Wilmersdorf
Ansprechpartner: SchulePLUS GmbH
| Schule                             | Schulart | Bildungsträger            |
| ---------------------------------- | -------- | ------------------------- |
| Gottfried-Keller-Gymnasium         | Gym.     |                           |
| Hildegard-Wegscheider-Gymnasium    | Gym.     |                           |
| Herder-Gymnasium                   | Gym.     |                           |
| Moser-Schule – Schweizer Gymnasium | Gym.     | FORUM Berufsbildung e. V. |

Quelle

### Friedrichshain-Kreuzberg
Ansprechpartner: Schildkröte GmbH
| Schule                           | Schulart | Bildungsträger            |
| -------------------------------- | -------- | ------------------------- |
| Albrecht-von-Graefe-Schule       | ISS      |                           |
| Georg-Weerth-Schule              | ISS      |                           |
| Carl-von-Ossietzky-Schule        | ISS      |                           |
| Hector-Peterson-Schule           | ISS      |                           |
| Hermann-Hesse-Oberschule         | Gym.     |                           |
| Schule am Königstor              | ISS      | FORUM Berufsbildung e. V. |
| Emmanuel-Lasker-Schule           | ISS      |                           |
| Leibniz-Gymnasium                | Gym.     |                           |
| Andreas-Oberschule               | Gym.     | FORUM Berufsbildung e. V. |
| Georg-Friedrich-Händel-Gymnasium | Gym.     | FORUM Berufsbildung e. V. |

Quelle

### Lichtenberg
Ansprechpartner: Bildungsmarkt Vulkan GmbH
| Schule                            | Schulart | Bildungsträger                                 |
| --------------------------------- | -------- | ---------------------------------------------- |
| Vincent-van-Gogh-Schule           | ISS      |                                                |
| Johann-Gottfried-Herder-Gymnasium | Gym.     |                                                |
| Hans-und-Hilde-Coppi-Gymnasium    | Gym.     |                                                |
| Philipp-Reis-Schule               | ISS      |                                                |
| Gutenberg-Oberschule              | ISS      |                                                |
| Paul-Schmidt-Schule               | ISS      |                                                |
| Grüner Campus Malchow             | ISS      | Förderverein für arbeitslose Jugendliche e. V. |

Quelle

### Marzahn-Hellersdorf
Ansprechpartner: ABU gGmbH
| Schule                        | Schulart | Bildungsträger    |
| ----------------------------- | -------- | ----------------- |
| Rudolf-Virchow-Oberschule     | ISS      | QE&U gGmbH Berlin |
| Caspar-David-Friedrich-Schule | ISS      | QE&U gGmbH Berlin |
| Johann-Julius-Hecker-Schule   | ISS      |                   |
| Kerschensteiner Schule        | ISS      |                   |
| Konrad-Wachsmann-Schule       | ISS      |                   |
| Wolfgang-A.-Mozart-Oberschule | ISS      |                   |

Quelle

### Mitte
Ansprechpartner: CJD Berlin-Brandenburg
| Schule                                          | Schulart | Bildungsträger                                                                                  |
| ----------------------------------------------- | -------- | ----------------------------------------------------------------------------------------------- |
| Diesterweg-Gymnasium                            | Gym.     | FORUM Berufsbildung e. V. \| mehr als lernen e. V.                                              |
| John-Lennon-Gymnasium                           | Gym.     | FORUM Berufsbildung e. V.                                                                       |
| Schule am Schillerpark                          | ISS      | Zukunftsbau GmbH                                                                                |
| Willy-Brandt-Schule                             | ISS      | Zukunftsbau GmbH                                                                                |
| Herbert-Hoover-Schule                           | ISS      | Zukunftsbau GmbH                                                                                |
| Heinrich-von-Stephan-Schule                     | ISS      | SOS Berufsausbildungszentrum Berlin                                                             |
| Theodor-Heuss-Schule                            | ISS      | CJD Berlin-Brandenburg                                                                          |
| Ernst-Reuter-Schule                             | ISS      | CJD Berlin-Brandenburg                                                                          |
| Hemingway-Schule                                | ISS      | LIFE e. V.                                                                                      |
| Max-Planck-Gymnasium                            | Gym.     | LIFE e. V.                                                                                      |
| Jüdisches Gymnasium Moses-Mendelssohn Gymnasium | Gym.     | SEK I: LIFEe.V. \| SEK II: FORUM Berufsbildung e.V.                                             |
| Ernst-Schering-Schule                           | ISS      | Pfefferwerk Stadtkultur gGmbH                                                                   |
| Evangelische Schule Berlin Zentrum              | ISS      | SEK I: Pfefferwerk Stadtkultur gGmbH \| SK II: mehr als lernen e.V.                             |
| Hedwig-Dohm-Schule                              | ISS      | SOS Berufsausbildungszentrum Berlin                                                             |
| Quinoa-Oberschule                               | ISS      | mehr als lernen e.V.                                                                            |
| Gymnasium Tiergarten                            | Gym.     | SEK I: Pfefferwerk Stadtkultur gGmbH \| SK II: mehr als lernen e.V. , FORUM Berufsbildung e. V. |

Quelle

### Neukölln
Ansprechpartner: Alte Feuerwache e. V.
| Schule                        | Schulart | Bildungsträger            |
| ----------------------------- | -------- | ------------------------- |
| Zuckmayer-Schule              | ISS      |                           |
| Alfred-Nobel-Schule           | ISS      |                           |
| Kepler-Schule                 | ISS      |                           |
| Campus Efeuweg                | ISS      |                           |
| Röntgen-Schule                | ISS      |                           |
| Katholische Schule St. Marien | ISS      | FORUM Berufsbildung e. V. |
| Otto-Hahn-Schule              | ISS      |                           |
| Clay-Schule                   | ISS      |                           |
| Albrecht-Dürer-Gymnasium      | Gym.     |                           |
| Hermann-von-Helmholtz-Schule  | ISS      | FORUM Berufsbildung e. V. |

Quelle

### Pankow
Ansprechpartner: WeTeK Berlin gGmbH
| Schule                             | Schulart | Bildungsträger    |
| ---------------------------------- | -------- | ----------------- |
| Kurt-Schwitters-Schule             | ISS      | QE&U gGmbH Berlin |
| Hagenbeck-Oberschule               | ISS      |                   |
| Reinhold-Burger-Schule             | ISS      |                   |
| Felix-Mendelssohn-Bartholdy-Schule | Gym.     |                   |
| Heinrich-Schliemann-Oberschule     | ISS      |                   |
| Käthe-Kollwitz-Gymnasium           | Gym.     |                   |
| Kurt-Tucholsky-Schule              | ISS      |                   |
| Heinz-Brandt-Schule                | ISS      |                   |
| Hufeland Oberschule                | ISS      |                   |
| Klax-Oberschule                    | ISS      | QE&U gGmbH Berlin |
| Schule Eins                        | ISS      | QE&U gGmbH Berlin |

Quelle

### Reinickendorf
Ansprechpartner: GFBM gGmbH
| Schule                                    | Schulart | Bildungsträger |
| ----------------------------------------- | -------- | -------------- |
| Julius-Leber-Schule                       | ISS      |                |
| Albrecht-Haushofer-Schule                 | ISS      |                |
| Gabriele-von-Bülow-Oberschule             | Gym.     |                |
| Bettina-von-Arnim-Schule                  | ISS      |                |
| Humboldt-Gymnasium                        | Gym.     |                |
| Max-Beckmann-Schule                       | ISS      |                |
| Georg-Herwegh-Oberschule                  | Gym.     |                |
| Friedrich-Engels-Gymnasium                | Gym.     |                |
| Romain-Rolland-Oberschule                 | Gym.     |                |
| Evangelische Schule Frohnau               | Gym.     |                |
| Europäisches Gymnasium Bertha-von-Suttner | Gym.     |                |

Quelle

### Spandau
Ansprechpartner: casa e. V.
| Schule                                | Schulart | Bildungsträger |
| ------------------------------------- | -------- | -------------- |
| Schule an der Jungfernheide           | ISS      | casa e. V.     |
| Heinrich-Böll-Schule                  | ISS      | casa e. V.     |
| Carl-Friedrich-von-Siemens-Oberschule | Gym.     | casa e. V.     |
| Lily-Braun-Gymnasium                  | Gym.     | casa e. V.     |
| Schule an der Haveldüne               | ISS      | casa e. V.     |

Quellen

### Steglitz-Zehlendorf
Ansprechpartner: FORUM Berufsbildung e. V.
| Schule                    | Schulart | Bildungsträger            |
| ------------------------- | -------- | ------------------------- |
| Broendby-Schule           | ISS      | FORUM Berufsbildung e. V. |
| Hermann-Ehlers-Oberschule | Gym.     | FORUM Berufsbildung e. V. |
| Private Kant-Schule       | ISS      | FORUM Berufsbildung e. V. |
| Kopernikus-Oberschule     | ISS      | FORUM Berufsbildung e. V. |
| Max-von-Laue-Schule       | ISS      | FORUM Berufsbildung e. V. |
| Willi-Graf-Gymnasium      | ISS      | FORUM Berufsbildung e. V. |
| Wilma-Rudolph-Schule      | Gym.     | FORUM Berufsbildung e. V. |
| Helene-Lange-Schule       | ISS      | FORUM Berufsbildung e. V. |

Quellen

### Tempelhof-Schöneberg
Ansprechpartner: GFBM gGmbH
| Schule                            | Schulart | Bildungsträger            |
| --------------------------------- | -------- | ------------------------- |
| Eckener-Gymnasium                 | Gym.     |                           |
| Georg-Büchner-Gymnasium           | Gym.     |                           |
| Katholische Schule St. Franziskus | ISS      |                           |
| Rheingau-Gymnasium                | Gym.     |                           |
| Robert-Blum-Gymnasium             | Gym.     |                           |
| Rückert-Gymnasium                 | Gym.     |                           |
| Sophie-Scholl-Schule              | ISS      | FORUM Berufsbildung e. V. |

Quellen

### Treptow-Köpenick
Ansprechpartner: SBH Nord GmbH
| Schule                         | Schulart | Bildungsträger            |
| ------------------------------ | -------- | ------------------------- |
| Gebrüder-Montgolfier-Gymnasium | Gym.     |                           |
| Isaac-Newton-Schule            | ISS      |                           |
| Merian-Schule                  | ISS      | FORUM Berufsbildung e. V. |
| Anna-Seghers-Schule            | ISS      |                           |
| Hans-Grade-Schule              | ISS      |                           |
| Wilhelm-Bölsche-Schule         | ISS      |                           |
| BEST-Sabel-Schule              | ISS      |                           |

Quellen